# NGC 961
NGC 961 est une galaxie spirale magellanique barrée cotonneusesituée dans la constellation de la Baleine. NGC 961 a été découverte par l'astronome français Édouard Stephan le 27 novembre 1880 et inscrite au catalogue NGC sous la désignation NGC 1051. Cette même galaxie a été observée par l'américain Ormond Stone en 1886 et inscrite au catalogue NGC sous la désignation NGC 961. Elle a aussi été observée le 28 janvier 1892 par le français Stéphane Javelle et inscrite au catalogue IC sous la désignation IC 249.

## Caractéristiques
Sa vitesse par rapport au fond diffus cosmologique est de 1 077 ± 16 km/s, ce qui correspond à une distance de Hubble de 15,9 ± 1,1 Mpc (∼51,9 millions d'al).
À ce jour, trois mesures non basées sur le décalage vers le rouge (redshift) donnent une distance de 19,933 ± 3,536 Mpc (∼65 millions d'al), ce qui est à l'intérieur des valeurs de la distance de Hubble. Notons cependant que c'est avec la valeur moyenne des mesures indépendantes, lorsqu'elles existent, que la base de données NASA/IPAC calcule le diamètre d'une galaxie et qu'en conséquence le diamètre de NGC 961 pourrait être d'environ 10,0 kpc (∼32 600 al) si on utilisait la distance de Hubble pour le calculer.
La classe de luminosité de NGC 961 est V et elle présente une large raie HI.

## Groupe de NGC 1084
NGC 961 appartient au groupe de NGC 1084 qui compte au moins 14 galaxies dont les galaxies du catalogue NGC suivantes : NGC 988, NGC 991, NGC 1022, NGC 1035, NGC 1042, NGC 1047, NGC 1051 (=NGC 961), NGC 1052, NGC 1084, NGC 1110, et NGC 1140. Toutes ces galaxies, sauf NGC 1047 et NGC 1140, sont aussi mentionnées dans une liste publiée sur le site « Un Atlas de L'Univers » de Richard Powell. Powell emploie toutefois le nom de groupe de NGC 1052.